# Clarion Hotel Post
Clarion Hotel Post er et luksushotel i Göteborg tegnet af arkitektkontoret Semrén & Månsson som åbnede i januar 2012.
Hotellets Bygning ejes 100 % af Home Properties AB (Petter A. Stordalen) og drives af Nordic Choice Hotels (Choice Hotels Scandinavia) under hotelkæden Clarion Hotels. 
Hovedindgangen går fra Drottningtorget, Göteborg og den anden fra Åkareplatsen. Clarion Hotel Post har 500 værelser inklusiv tre suiter, plads til arrangementer med kapacitet 1.000 personer fordelt på 13 konferencerum. Tre restauranter og barer, Bistro, Bar & Grill og et soltag med udsigt over Göteborg. Det totale areal er på 36.700 kvadratmeter.